# Бондарева, Валентина Яковлевна
Валенти́на Я́ковлевна Бо́ндарева (13 апреля 1933, Лохново, Северный край — 10 марта 2019, Москва) — советский и российский учёный почвовед-географ, специалист по гидрологии почв, автор работ по генезису, географии, эволюции, водному и температурному режимах горных почв Киргизии.

## Биография
Родилась в деревне Лохново (ныне Покшеньгское сельское поселение, Архангельская область). Отец работал агрономом, мать — зоотехником.
В 1956 году закончила географический факультет МГУ, кафедра географии почв.
Начала работать, вместе с мужем Л. Г. Бондаревым, на Тянь-Шаньской физико-географической станции АН Киргизской ССР, село Покровка.
Изучала почвенный покров приледниковых районов восточной части Киргизии (бассейн реки Сары-джаз, верховья реки Большой Нарын, Кумторский, Арабельский, Тарагайский сырты). Участвовала в программе Международного Геофизического Года (МГГ). Исследовала почвы северного склона хребта Терскей Ала-Тоо и Иссык-Кульской котловины.
В 1961—1965 годах провела первые стационарные наблюдения за водным и температурным режимами и динамикой концентрации гумуса в почвах предгорной зоны Иссык-Кульской котловины. Изучила почвы еловых лесов Тянь-Шаня на примере долины реки Чон-Кызыл-су, вдоль северного склона хребта Терскей-Ала Too, установила особенности биологического круговорота веществ в почвах.
В 1967 году защитила кандидатскую диссертацию на тему «Почвы бассейна реки Сары-Джаз и основные закономерности в их распределении», научный руководитель — профессор М. А. Глазовская, оппоненты — В. М. Фридланд и А. Е. Федина.
С 1967 года работала в Почвенном институте им. В. В. Докучаева в лаборатории гидрологии почв, под руководством профессора А. А. Роде.
Разрабатывала методику применения тяжелой воды (D2O) в качестве метки при изучении поведения воды в почве. Опыты проводила на мощных чернозёмах в Центрально-Чернозёмном заповеднике имени В. В. Алехина. Были установлены закономерности поведения D2O по профилю почвы и выявлена возможность применения её в качестве метки для изучения нисходящих потоков влаги, испарения, диффузионных процессов (в лабораторных и полевых экспериментах).
В 1976—1988 годах была учёным секретарем в Почвенном институте им. В. В. Докучаева.
В 1976—1981 годах входила в специализированный совет по защите докторских диссертаций при Почвенном институте им. В. В. Докучаева.
Принимала участие в работе конгрессов международного общества почвоведов:
- 1974 — 10 Международный почвенный конгресс, Москва;
- 1978 — 11 Международный почвенный конгресс, Альберта;
- 1982 — 12 Международный почвенный конгресс, Нью-Дели;
- 1986 — 13 Международный почвенный конгресс, Гамбург[5].

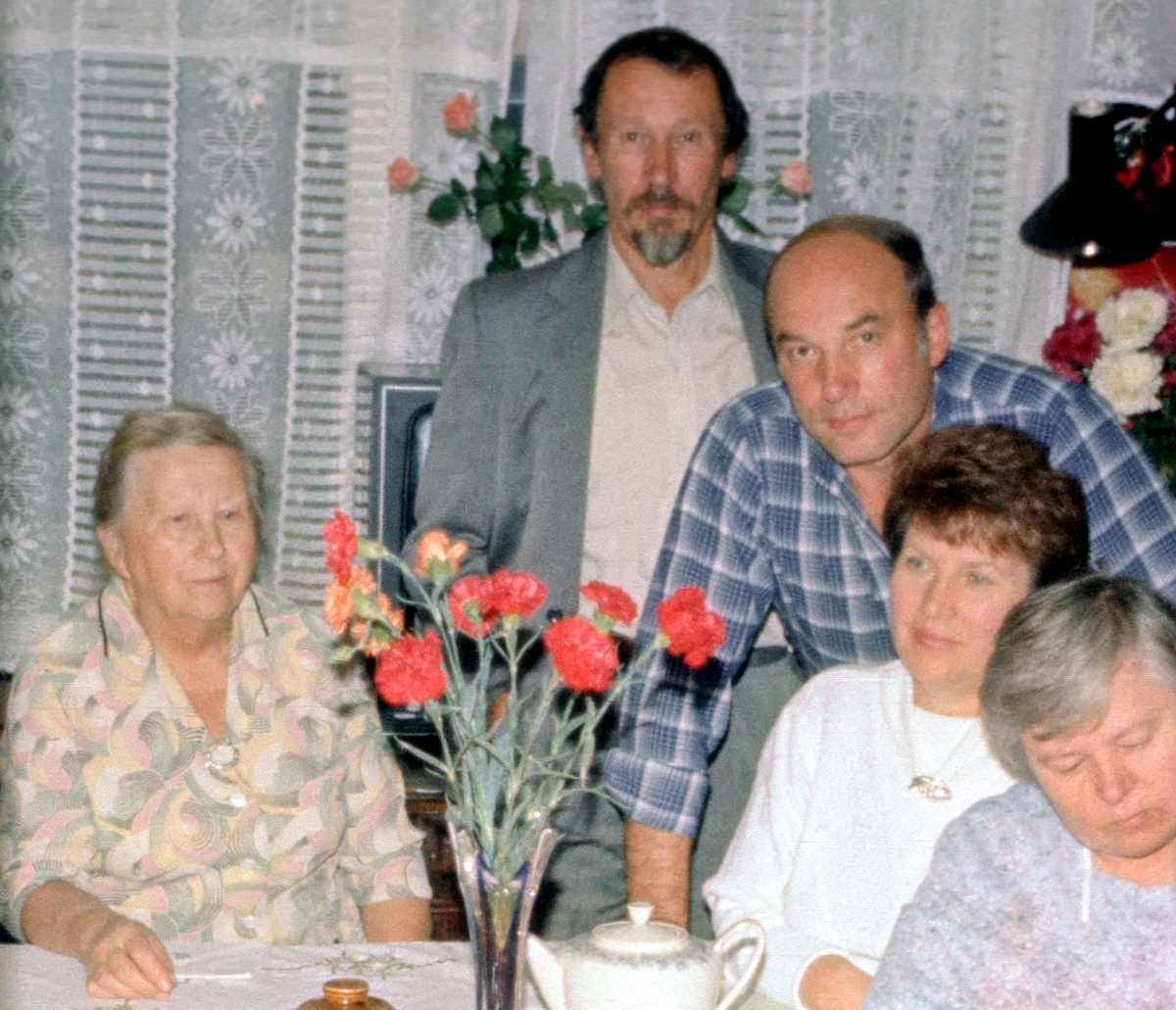
Москва, 1989 год

В 2018 году — организатор памятных мероприятий и научных публикаций к 100-летию со дня рождения Р. Д. Забирова (1918—1980), директора Тянь-Шаньской физико-географической станции (1954—1976).
Скончалась 10 марта 2019 года в Москве.

### Семья
Муж — Бондарев, Лев Георгиевич (1932—2005) — географ, писатель.
- Сын — Алексей — физик, художник журнала «Компьютерра».

## Членство в организациях
- Общество почвоведов имени В. В. Докучаева
- Член Оргкомитета и секретарь Программной комиссии 10 Международного конгресса почвоведов (Москва, 1974).

## Награды и премии
Награждена двумя государственными медалями[уточнить].

## Избранная библиография
- Бондарева В. Я. О почвах разновозрастных морен северо-западной части массива Ак-Шийрак // Работы Тянь-Шаньской высокогорной физико-географической станции АН Киргизской ССР. Вып. 5. Фрунзе: Илим, 1962. С. 81—92.
- Бондарева В. Я. Почвы бассейна реки Сары-Джаз. Фрунзе: Илим, 1968, 188 с.
- Бондарева В. Я. Состав и свойства гумуса некоторых почв Центрального Тянь-Шаня // Почвоведение. 1968. № 3. С. 9З—102.
- Азыкова Э. К., Бондарев Л. Г., Бондарева В. Я. К палеогеографии южной части Иссык-Кульской котловины в позднем голоцене (на примере р. Чичкан) // Структура и динамика компонентов природы Тянь-Шаня. Фрунзе: Илим, 1973. С. 41—44.
- Алешинская З. В., Бондарев Л. Г., Бондарева В. Я. Погребенные почвы Иссык-Кульской котловины в палеогеографическом аспекте // Динамика природных процессов горных стран. Л.: Изд-во ГО СССР, 1977. С. 40—46.
- Бондарева В. Я. Засоленные почвы степного, сухостепного и пустынного поясов Центрального Тянь-Шаня (на примере бассейна р. Сары-Джаз) // Горные геосистемы. М.; Алма-Ата, 1982. с. 127—129.
- Бондарева В. Я. Проявления криогенеза в почвах высокогорий Тянь-Шаня // Проблемы почвенного криогенеза. Сыктывкар: Коми филиал АН СССР, Всесоюзное общество почвоведов, Коми отделение, 1985. С. 20—21.
- Баландин Р. К., Бондарева В. Я., Коротаев В. Н. и др. Лев Бондарев: Статьи и воспоминания. М.: МГУ, 2012/2016. 39 c.